# Julien Cools
Julien Cools (ur. 13 lutego 1947 w Retie) – belgijski piłkarz występujący na pozycji pomocnika.

## Kariera klubowa
Cools zawodową karierę rozpoczynał w 1969 roku w klubie KFC Beringen. W 1973 roku trafił do Club Brugge. Spędził tam 6 lat. W tym czasie zdobył z klubem trzy mistrzostwa Belgii (1976, 1977, 1978) oraz Puchar Belgii (1978). Ponadto w 1976 roku dotarł z zespołem do finału Pucharu UEFA, jednak Club Brugge przegrał tam 3:4 z Liverpoolem. W 1977 roku został laureatem belgijskiego Złotego Buta. W 1978 roku wystąpił z drużyną w finale Pucharu Mistrzów, ale uległa ona 0:1 Liverpoolowi. W 1979 roku Cools odszedł do Beerschot VAC. Potem był graczem klubów KFC Dessel Sport oraz KVC Westerlo, gdzie w 1986 roku zakończył karierę.

## Kariera reprezentacyjna
W reprezentacji Belgii Cools zadebiutował 1 czerwca 1974 w przegranym 1:2 towarzyskim meczu ze Szkocją. W 1980 roku został powołany do kadry na mistrzostwa Europy. Zagrał na nich we wszystkich czterech swojej drużyny – z Anglią (1:1), Hiszpanią (2:1), Włochami (0:0) oraz w finale z RFN (1:2). W spotkaniu z Hiszpanią strzelił także gola. Na tamtym turnieju Belgia zajęła ostatecznie 2. miejsce. W latach 1974–1980 w drużynie narodowej Cools rozegrał w sumie 35 spotkań i zdobył 2 bramki.